# قانون ديفير الإطاري
قانون ديفير الإطاري (قانون الإصلاح) كان إصلاحًا قانونيًا فرنسيًا أقرته الجمعية الوطنية الفرنسية في 23 يونيو 1956، سمي على اسم وزير ما وراء البحار غاستون ديفير. كان نقطة تحول في العلاقات بين فرنسا وإمبراطوريتها في الخارج. تحت ضغط من حركات الاستقلال في المستعمرات، نقلت الحكومة عددًا من السلطات من باريس إلى الحكومات الإقليمية المنتخبة في المستعمرات الفرنسية الأفريقية وأزالت أيضًا عدم المساواة المتبقية في التصويت من خلال تطبيق الاقتراع العام وإلغاء نظام المجمع الانتخابي المتعدد. كانت الخطوة الأولى في إنشاء المجتمع الفرنسي، على غرار الكومنولث البريطاني. أجرت معظم المستعمرات الفرنسية الأفريقية انتخابات في ظل نظام الاقتراع العام الجديد في 31 مارس 1957، باستثناء الكاميرون التي عقدت انتخاباتها في 23 ديسمبر 1956 وتوغو التي عقدت انتخاباتها في 17 أبريل 1958. (كانت الكاميرون وتوغو من الأقاليم المشمولة بوصاية الأمم المتحدة، ولذا كانا يسيران في مسار مختلف عن بقية أفريقيا الفرنسية).

## روابط خارجية
- كتاب التاريخ الحديث: فرنسا: «القانون الإطاري» الصادر في 23 يونيو 1956: كتاب التاريخ الحديث للإنترنت في fordham.edu